# Křelov
Křelov (Duits: Krönau) is een Moravisch dorp, deelgemeente en kadastrale gemeente in Tsjechië. Samen met het dorp Břuchotín vormt Křelov de gemeente Křelov-Břuchotín. In Křelov wonen ongeveer 1500 mensen. In het dorp bevindt zich in Fort XVII Křelov het Muzeum Fort Křelov.

## Naam
De naam Křelov is afgeleid van de eigennaam Chřěl.

## Geschiedenis
- 1275 – De eerste schriftelijke vermelding van het dorp.
- 1961 – De toenmalige gemeente Křelov fuseert met de gemeente Břuchotín tot Křelov.
- 1975 – De gemeente Křelov fuseert met de stad Olomouc.
- 1994 – De dorpen Křelov en Břuchotín worden zelfstandig als één gemeente Křelov-Břuchotín.

## Aanliggende (kadastrale) gemeenten
| Aanliggende (kadastrale) gemeenten1 | Aanliggende (kadastrale) gemeenten1 | Aanliggende (kadastrale) gemeenten1 | Aanliggende (kadastrale) gemeenten1 | Aanliggende (kadastrale) gemeenten1 |
| ----------------------------------- | ----------------------------------- | ----------------------------------- | ----------------------------------- | ----------------------------------- |
|                                     |                                     | Horka nad Moravou                   |                                     |                                     |
|                                     |                                     |                                     |                                     |                                     |
| Břuchotín                           |                                     |                                     |                                     |                                     |
|                                     |                                     |                                     |                                     |                                     |
| Těšetice Ústín                      |                                     |                                     |                                     | Olomouc                             |

1 Cursief geschreven namen zijn andere kadastrale gemeenten binnen Křelov-Břuchotín.

## Geboren in Křelov
- Ivo Viktor (1942) – voetballer